# Sibylle Agrippina (van den Hoecke)
La Sibylle Agrippina est un tableau attribué à Jan van den Hoecke et exposé au Museum Kunstpalast de Düsseldorf.

## Histoire
Dans la mythologie grecque, les sibylles étaient des prêtresses d'Apollon, qui personnalisait la divination. La Sibylle Agrippina (Sibylle égyptienne ou Sibylle Agrippa) et la Sibylle Europe ont été ajoutées à la fin du Moyen Âge.
Dans ce tableau, la Sibylle Agrippina porte dans sa main un fouet, symbolisant la flagellation du Christ. Sur sa robe, elle a une couronne d'épines, qui symbolise la Passion. Sur le phylactère, on peut lire les mots en latin siccabitur ut folium, qui font partie de sa prédiction.
Cette peinture fait partie d'une série de Sibylles de Jan van den Hoecke mais était connue comme le Portrait d'une femme africaine, peint par Abraham Janssens et qui a reçu l'attribution à Jan van den Hoeke en occasion d'une exposition de 2008, Black is beautiful: Rubens to Dumas.
Jacques Collin de Plancy avait écrit : « La sibylle égyptienne, a chanté également les mystères de la Passion et la trahison de Judas. Saint Jérôme pense que les sibylles avaient reçu du ciel le don de lire dans l'avenir en récompense de leur chasteté. Mais il paraît que les huit livres sibyllins que nous avons aujourd'hui sont en effet douteux. Bergier, dans son savant Dictionnaire de théologie, les croit supposés et les attribue dans ce cas aux gnostiques du deuxième siècle ».

### Filippo Barbieri
En 1481 apparaît l'ouvrage du dominicain italien Filippo Barbieri, Discordantie sanctorum doctorum qui contenait le chapitre Sibyllarum de Christo vaticinia. Aux dix Sibylles, identifiées par Lactance, Barbieri en avait ajouté deux autres : la Sibylle Europe et la Sibylle Agrippa, afin de faire un parallèle - dans le nombre - avec les prophètes. Une image de la Sibylle Agrippina figure dans le livre d'heures de Louis de Laval (1489).
Une autre célèbre image se trouve au palais du Vatican : dans la Salle des Sibylles des appartements Borgia, Raffaellino del Garbo a représenté le prophète Jérémie et la Sibylle Agrippina.

### Expositions
- 2008 : Black is beautiful: Rubens to Dumas (nouvelle église d'Amsterdam)

## Images de laSibylle Agrippina

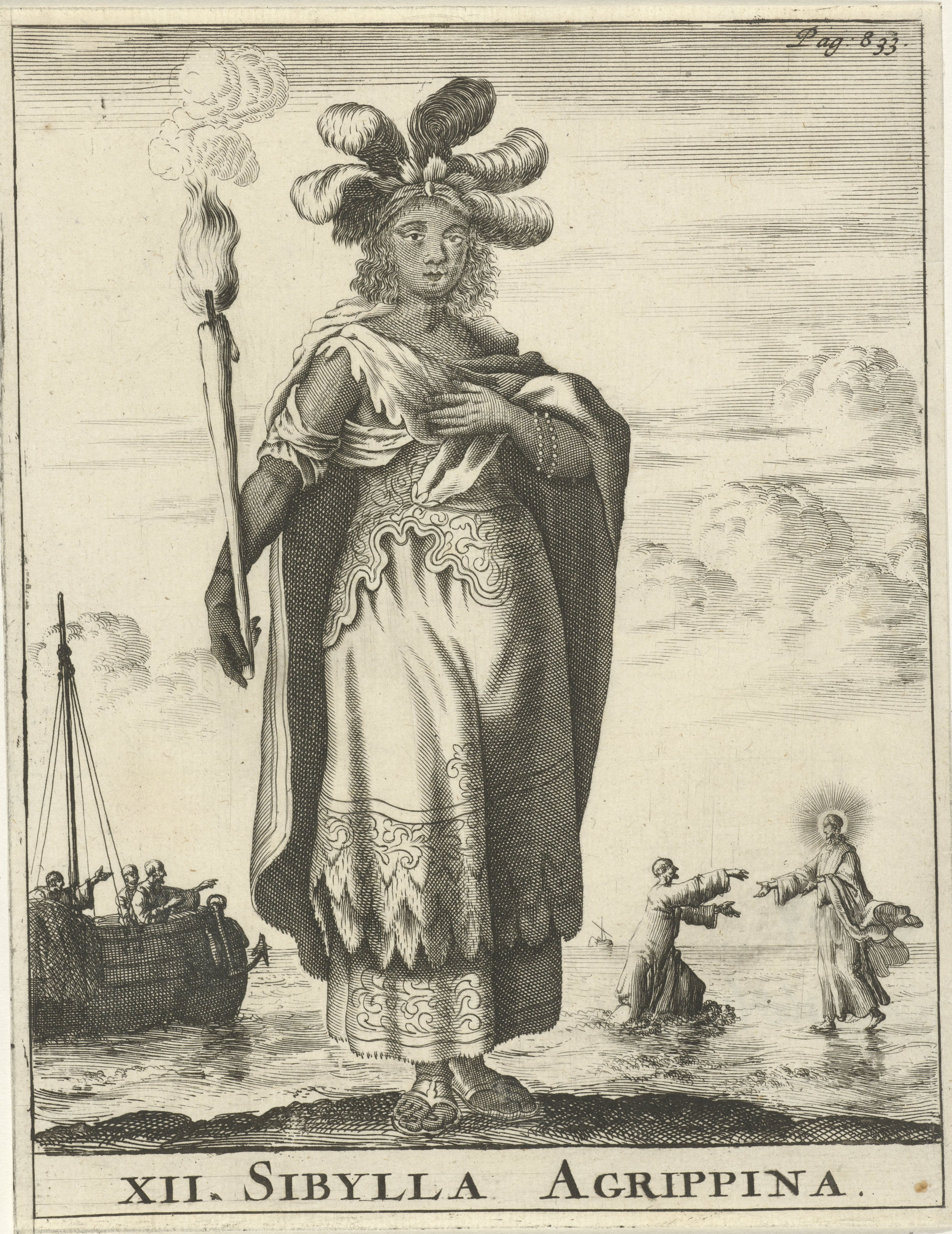
Jan Luyken, Sibylle Agrippina, gravure, 1684 (Rijksmuseum Amsterdam, section Rijksprentenkabinet).
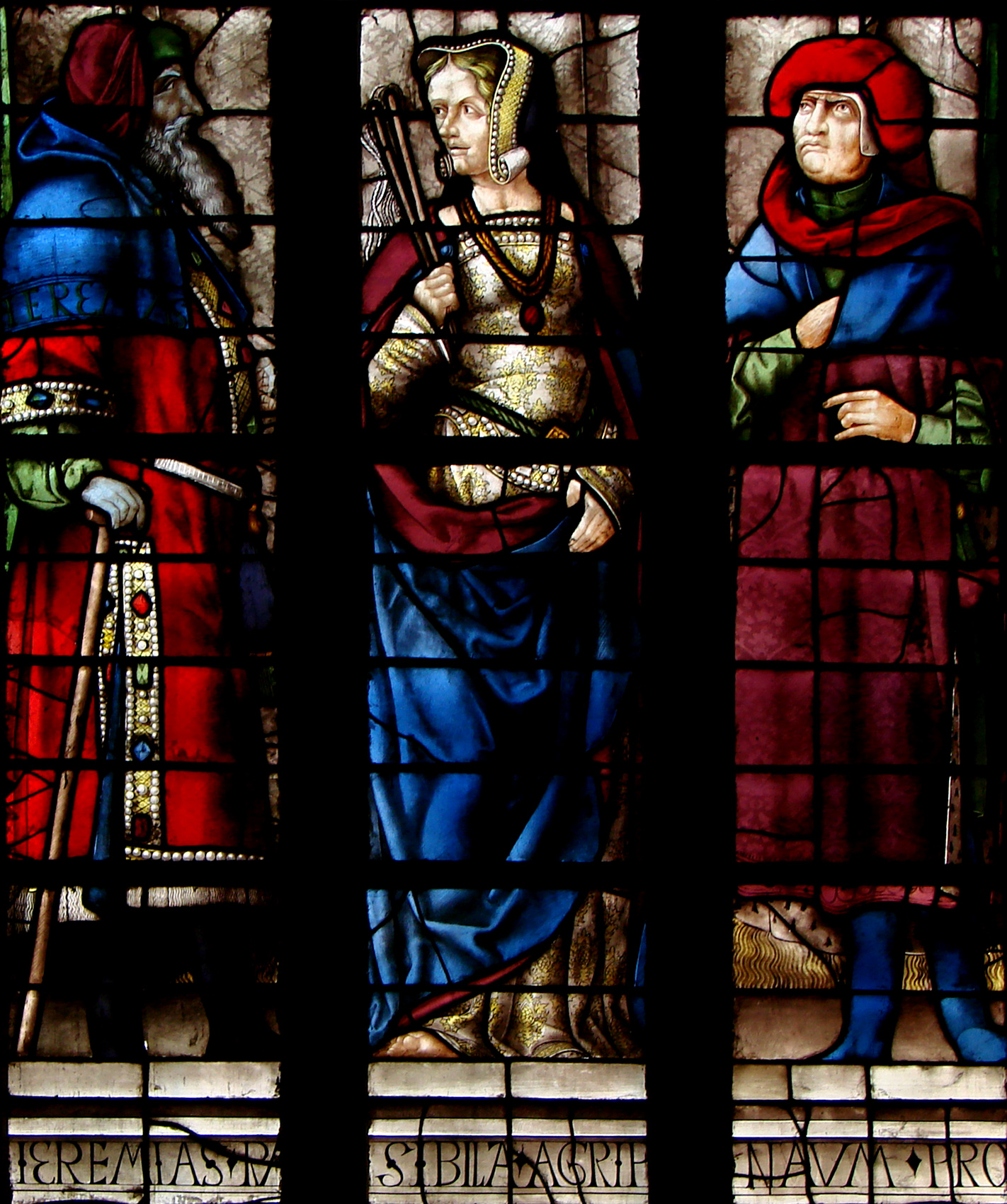
Arnaud de Moles, Sibylle Agrippine, Nahum, vitrail de la cathédrale d'Auch, 1507-1513.
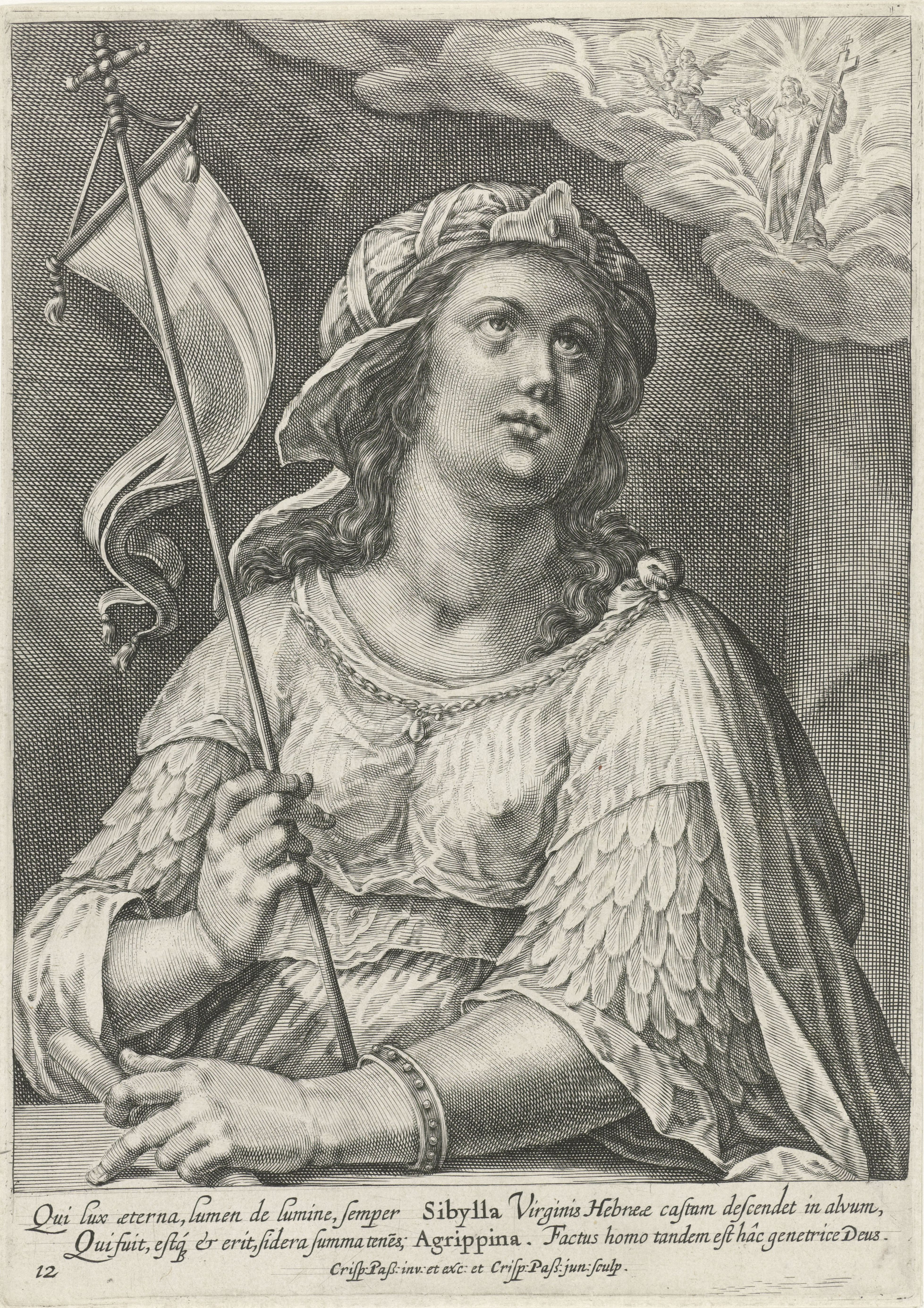
Crispin de Passe l'Ancien, Sibylle Agrippina,  gravure, 1615 (Rijksmuseum Amsterdam).
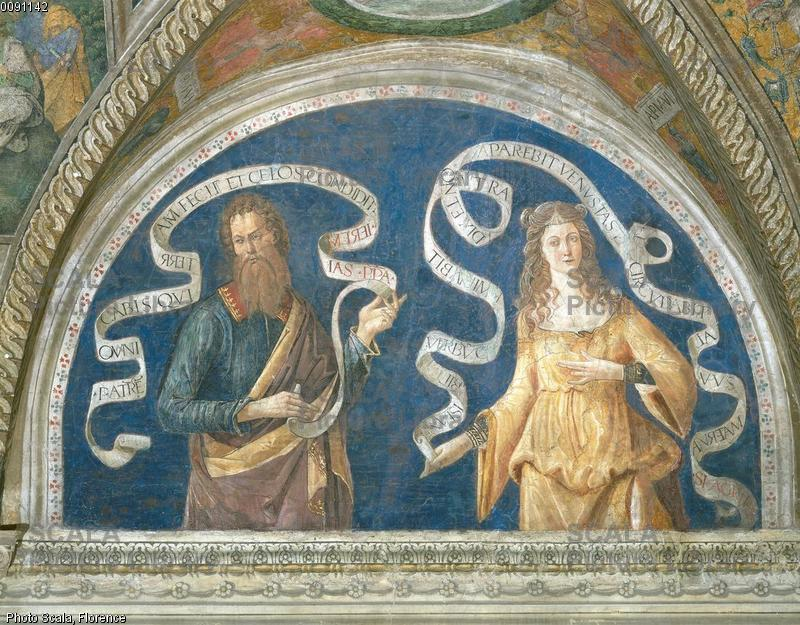
Raffaellino del Garbo, Jérémie et la Sibylle Agrippina, Appartements Borgia.